# Kingdom Rush
Kingdom Rush ist ein Tower-Defense-Videospiel, das von Ironhide Game Studio entwickelt und von Armor Games veröffentlicht wurde. Das Spiel wurde ursprünglich im Jahr 2011 für iOS-Geräte veröffentlicht und später für Android, PC, Xbox One, Xbox Series X/S und Nintendo Switch portiert. 

## Spielprinzip
In Kingdom Rush übernimmt der Spieler die Rolle eines Kommandanten, der sein Königreich gegen Horden von feindlichen Kreaturen verteidigen muss. Das Spiel bietet eine Reihe von Leveln und Schlachtfeldern, auf denen der Spieler Verteidigungstürme strategisch platzieren muss, um die feindlichen Angriffe abzuwehren.
Es stehen vier Türme zur Verfügung, die jeweils über einzigartige Fähigkeiten und Angriffsarten verfügen. Für diese können nach drei Hochstufungen eine von zwei Endstufen gewählt werden, mit ihren eigenen Fähigkeiten. Der Spieler muss seine Verteidigungslinie gut planen und die Türme strategisch verbessern, um den unterschiedlichen Feindtypen und deren Angriffswellen standzuhalten. Zusätzlich können Heldencharaktere eingesetzt werden, die über besondere Fähigkeiten verfügen und in den Kämpfen unterstützen.
Die Smartphone-Version des Spiels bietet auch verschiedene Power-Ups, die dem Spieler helfen, feindliche Wellen zu bewältigen und besondere Fähigkeiten freizuschalten. Der Schwierigkeitsgrad steigt im Laufe des Spiels an, da immer mächtigere Gegner auftreten und neue Herausforderungen gestellt werden.

## Entwicklung und Veröffentlichung
Kingdom Rush wurde von Ironhide Game Studio entwickelt, einem unabhängigen Studio aus Uruguay. Das Spiel wurde von Armor Games, einem bekannten Anbieter von Flash-Spielen, veröffentlicht. Ursprünglich für iOS entwickelt, wurde Kingdom Rush aufgrund seines Erfolgs später für Android, PC, Xbox und Nintendo Switch portiert.

## Kritik
Das Spiel erhielt von Kritikern und Spielern gleichermaßen positive Bewertungen. Gelobt wurden insbesondere das ansprechende Gameplay, die liebevoll gestaltete Grafik, der hohe Schwierigkeitsgrad und der hohe Wiederspielwert. Kingdom Rush erhielt zahlreiche Auszeichnungen, darunter den Titel „Bestes Strategiespiel“ bei den Kongregate Game Awards. Metacritic gab dem Spiel eine 89/100 und IGN eine 9/10.

## Fortsetzungen und Erweiterungen
Aufgrund des Erfolgs von Kingdom Rush wurden mehrere Fortsetzungen und Erweiterungen veröffentlicht, darunter Kingdom Rush: Frontiers, Kingdom Rush: Origins, Kingdom Rush: Vengeance und Legends of Kingdom Rush. Diese Spiele bieten neue Level, Charaktere und Herausforderungen, die das Spielerlebnis erweitern und vertiefen. 
Außerdem gibt es zwei Brettspiele namens Kingdom Rush: Rift in Time, und Kingdom Rush: Elemental Uprising.